# Années 30
Les années 30 couvrent les années 30 à 39. 
- Pour les années 1930 à 1939, voir Années 1930.

## Événements
- Vers 30 :
  - premier statut de Palmyre[1].

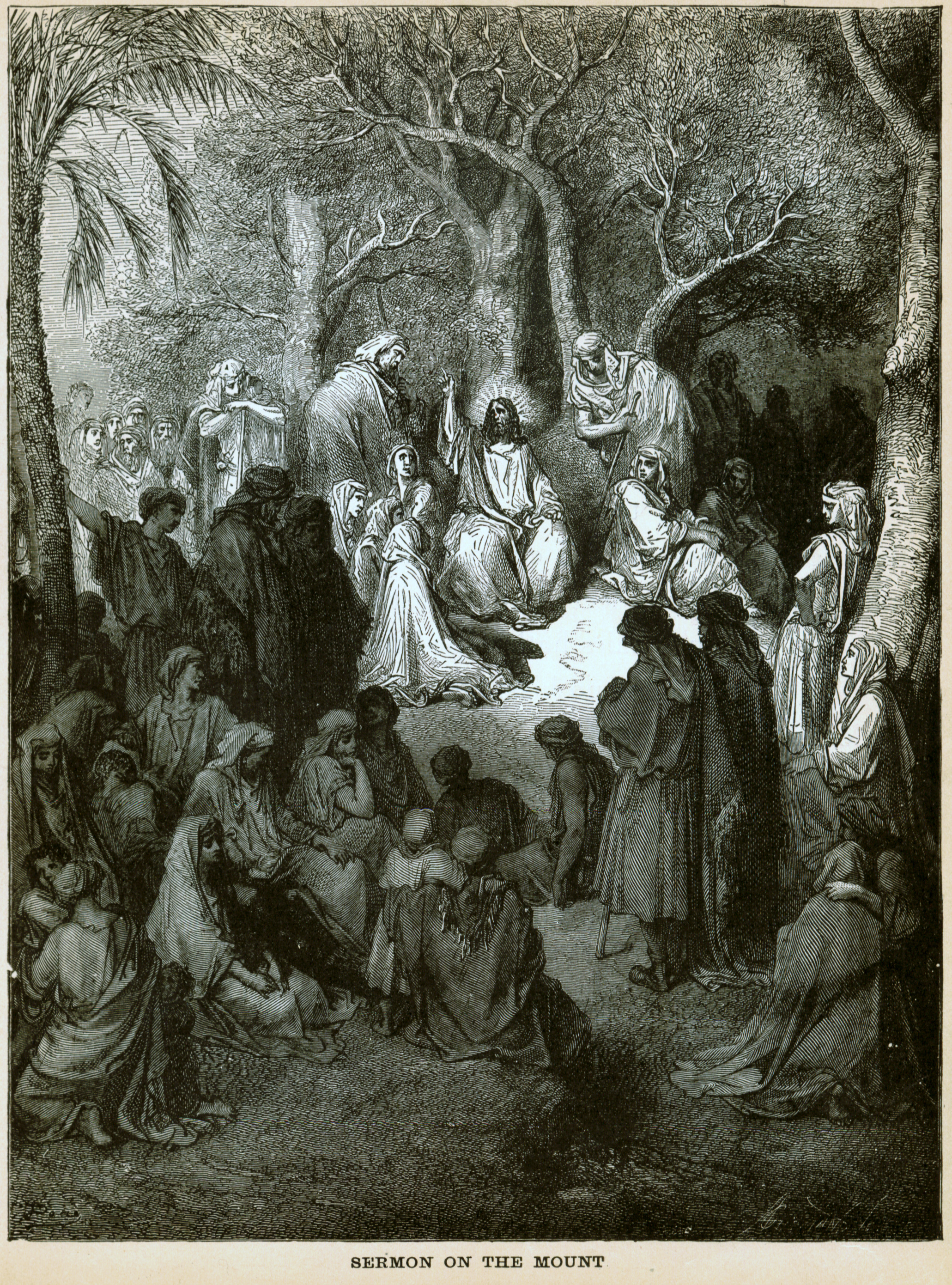
Sermon sur la montagne, gravure de Gustave Doré.

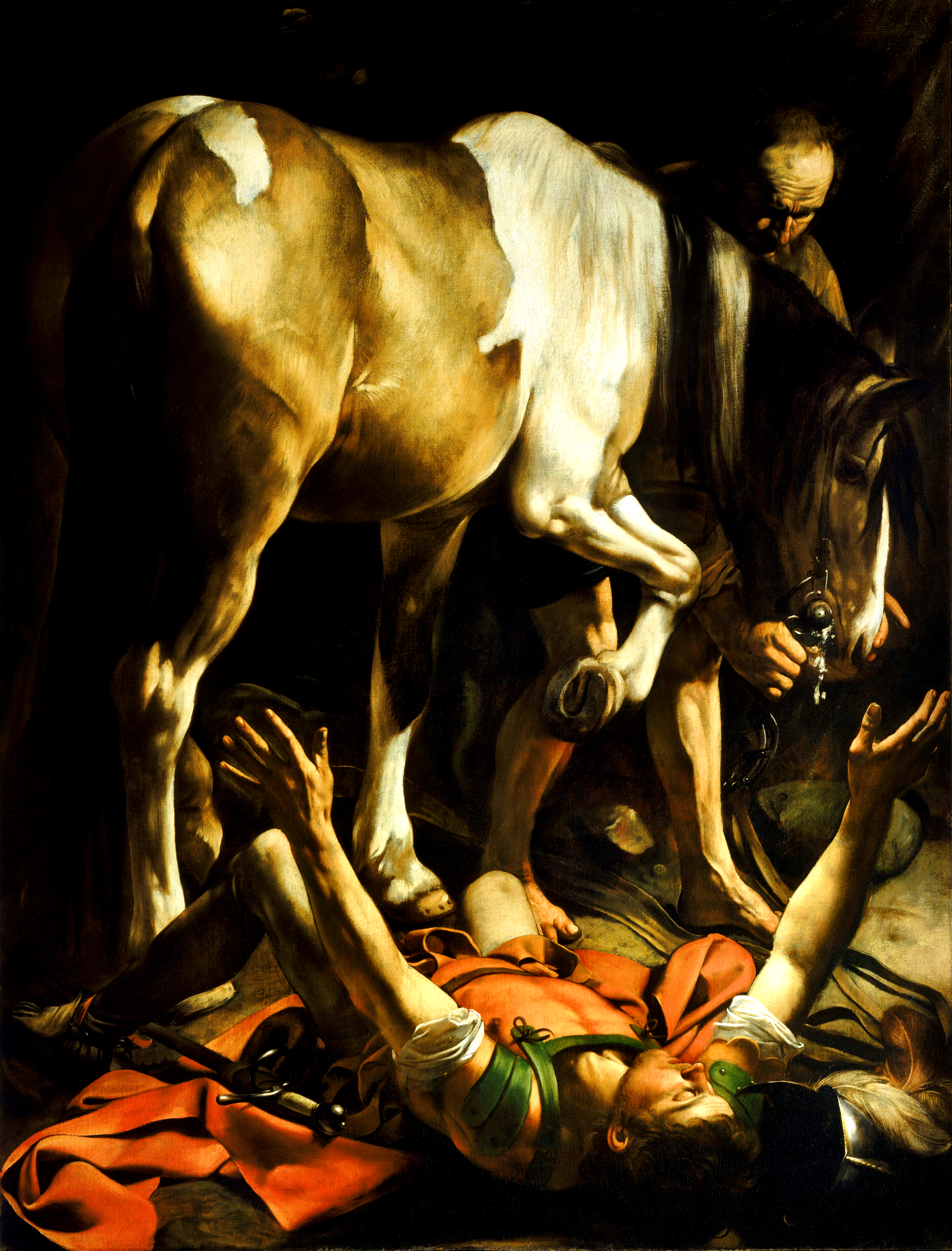
Conversion sur le chemin de Damas, toile du Caravage.

  - les Romains fondent Tournai en Belgique[1].
- 30 : en Chine, l’impôt est ramené du dixième au trentième des récoltes et des bénéfices[2].
- Avril 30 ou 33 : exécution de Jésus de Nazareth sur ordre de Ponce Pilate, gouverneur romain de Judée[3].
- 31-39 : 
  - Étienne, juif helléniste de la Diaspora, un des premiers diacres de la première communauté chrétienne de Jérusalem, est lapidé[4].
  - époque probable de la conversion du pharisien Paul de Tarse à la doctrine de Jésus de Nazareth, à Damas, lors d'une révélation[5]. L'Église catholique fête cet événement le 25 janvier.
- 31 : lorsque le préfet du prétoire Séjan essaie de prendre possession du pouvoir, Tibère le fait destituer et exécuter[6].
- 35-39 : Lucius Vitellius est légat de Syrie[7].
- 35-36 : guerre entre Hérode Antipas et Arétas IV. L'armée d'Hérode est défaite[7].
- Fin 36 ou début 37 : renvoi à Rome de Ponce Pilate par Vitellius, « pour qu'il s'explique auprès de l'empereur »[7].

- 37 :

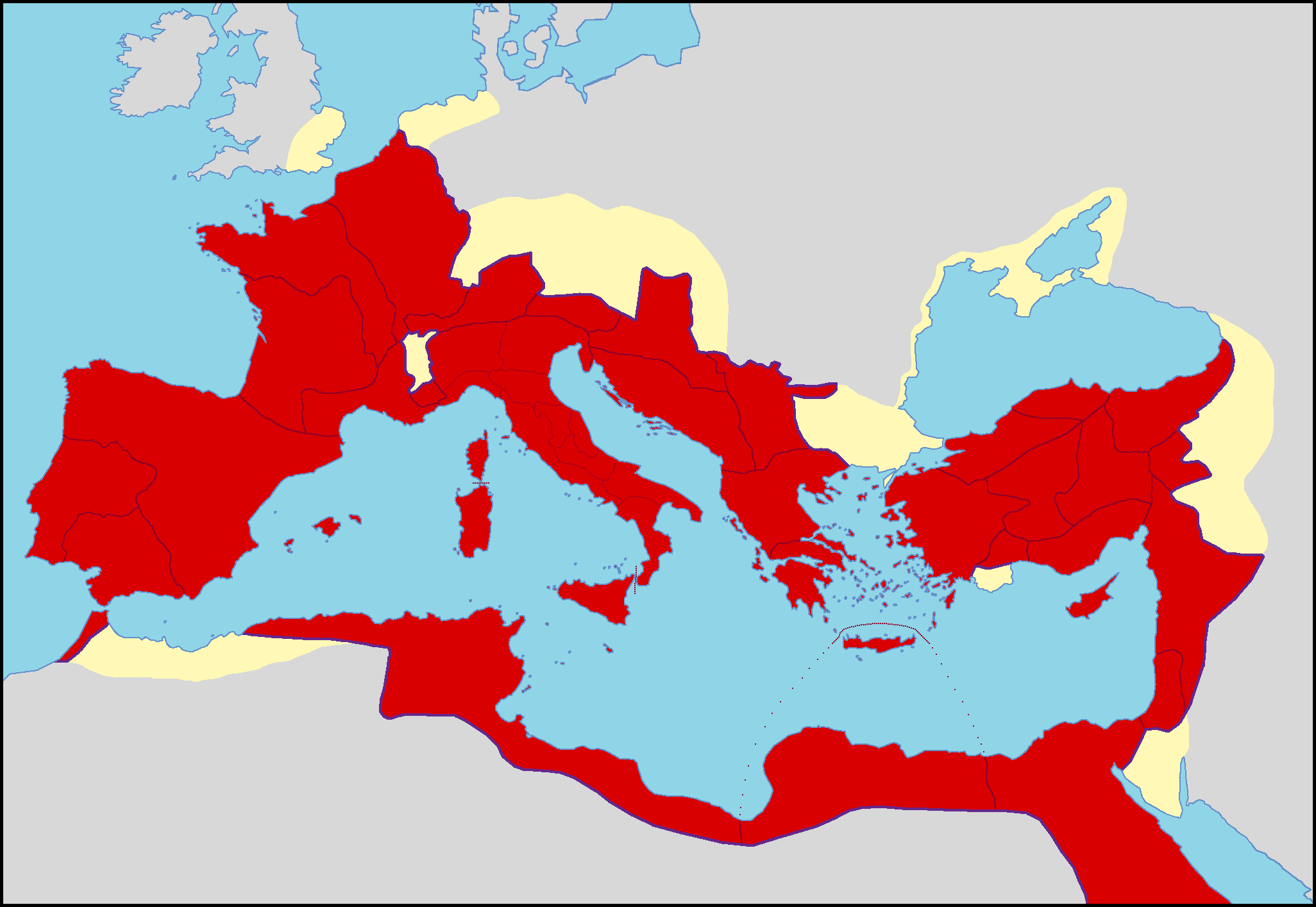
L'Empire romain en 37.

  - mort de Tibère. Caligula, fils de Germanicus et d'Agrippine l'Aînée, lui succède[8].
  - Caligula nomme Hérode Agrippa Ier pour diriger l'ancienne tétrarchie de Philippe avec le titre de roi[9].
- 38 : à partir de septembre : émeute anti-juive à Alexandrie [10]. Le préfet d'Égypte Flaccus, qui a laissé faire les persécutions, est arrête, jugé à Rome et banni à Andros[11].
- 39 : Hérode Antipas est destitué pour entente avec les Parthes, peut-être sur dénonciation d'Agrippa Ier, et exilé en Gaule par les autorités romaines avec son épouse[12].
- Vers 39-40 : interprétation symbolique de la Torah par l'érudit juif Philon d'Alexandrie (Allégorie), qui se rend en ambassade auprès de Caligula pour défendre les juifs alexandrins[13].

## Personnalités significatives
- Barnabé
- Tibère
- Caligula
- Étienne (martyr)
- Jésus de Nazareth
- Agrippa Ier
- Hérode Antipas
- Paul de Tarse
- Ponce Pilate
- Séjan